# Risia Bazar
Risia Bazar è una suddivisione dell'India, classificata come nagar panchayat, di 11.128 abitanti, situata nel distretto di Bahraich, nello stato federato dell'Uttar Pradesh.